# Zawidz (gmina)
Zawidz (daw. gmina Kosemin) – gmina wiejska w Polsce położona w województwie mazowieckim, w powiecie sierpeckim. W latach 1975–1998 gmina należała administracyjnie do województwa płockiego.
Siedziba gminy to Zawidz.
Według danych z 30 czerwca 2004 gminę zamieszkiwało 7030 osób. W 2021 roku gmina miała już tylko 6379 mieszkańców. Według danych z 2023 roku gmina posiada już tylko 5792 mieszkańców.

## Struktura powierzchni
Według danych z roku 2002 gmina Zawidz ma obszar 186,09 km², w tym:
- użytki rolne: 82%
- użytki leśne: 11%

Gmina stanowi 21,82% powierzchni powiatu.

## Demografia

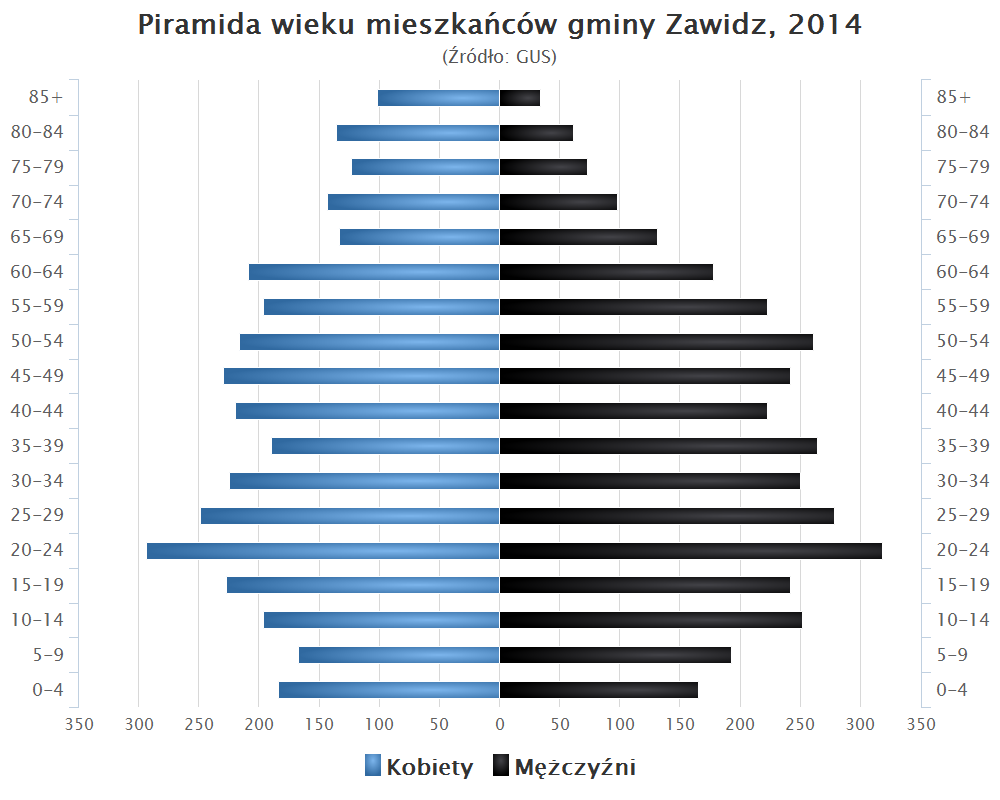
Piramida wieku mieszkańców gminy Zawidz w 2014 roku

Dane z 30 czerwca 2004:
| Opis                              | Ogółem | Ogółem | Kobiety | Kobiety | Mężczyźni | Mężczyźni |
| --------------------------------- | ------ | ------ | ------- | ------- | --------- | --------- |
| Jednostka                         | osób   | %      | osób    | %       | osób      | %         |
| Populacja                         | 7030   | 100    | 3554    | 50,6    | 3476      | 49,4      |
| Gęstość zaludnienia [mieszk./km²] | 37,8   | 37,8   | 19,1    | 19,1    | 18,7      | 18,7      |

## Sołectwa
Budy Milewskie, Budy Piaseczne, Chabowo, Gołocin, Grąbiec, Gutowo-Górki, Gutowo-Stradzyno, Jaworowo Jastrzębie, Jaworowo-Kłódź, Jaworowo-Kolonia, Jaworowo-Lipa, Jeżewo, Kęsice, Kosemin, Kosmaczewo, Krajewice Duże, Krajewice Małe, Majki Duże, Majki Małe, Makomazy, Mańkowo, Milewko, Milewo, Młotkowo, Nowe Kowalewo, Nowe Zgagowo, Osiek, Osiek Piaseczny, Osiek-Włostybory, Ostrowy - Orłowo, Petrykozy, Rekowo, Skoczkowo, Słupia, Stare Chabowo, Szumanie, Szumanie-Pustoły, Wola Grąbiecka, Zalesie, Zawidz Kościelny, Zawidz Mały, Zgagowo-Wieś, Żabowo, Żytowo.
Miejscowości podstawowe bez statusu sołectwa to wsie:  Grabowo, Orłowo i Stare Chabowo oraz kolonia Młotkowo-Kolonia.

## Sąsiednie gminy
Bielsk, Bieżuń, Drobin, Gozdowo, Raciąż, Rościszewo, Siemiątkowo, Sierpc